# Lettische Badmintonmeisterschaft 2025
Die Lettische Badmintonmeisterschaft 2025 fand vom 31. Januar bis zum 2. Februar 2025 in Ķekava statt.

## Medaillengewinner
| Disziplin    | Gold                           | Silber                           | Bronze                             |
| ------------ | ------------------------------ | -------------------------------- | ---------------------------------- |
| Herreneinzel | Niks Podosinoviks              | Artūrs Akmens                    | Reinis Krauklis                    |
| Herreneinzel | Niks Podosinoviks              | Artūrs Akmens                    | Artūrs Ķelpe                       |
| Dameneinzel  | Jekaterina Romanova            | Ieva Pope                        | Madara Puķīte                      |
| Dameneinzel  | Jekaterina Romanova            | Ieva Pope                        | Anna Kupča                         |
| Herrendoppel | Artūrs Akmens Reinis Krauklis  | Regnārs Bajārs Toms Sala         | Rūdolfs Andersons Andis Bērziņš    |
| Herrendoppel | Artūrs Akmens Reinis Krauklis  | Regnārs Bajārs Toms Sala         | Edžus Meirāns Dāvis Strazdiņš      |
| Damendoppel  | Anna Kupča Jekaterina Romanova | Kristīne Gurecka Liāna Lenceviča | Madara Gaure Anzhelika Nadtochyi   |
| Damendoppel  | Anna Kupča Jekaterina Romanova | Kristīne Gurecka Liāna Lenceviča | Nikola Muķiele Annija Rulle-Titava |
| Mixed        | Artūrs Akmens Anna Kupča       | Reinis Krauklis Diāna Stognija   | Toms Sala Kristīne Gurecka         |
| Mixed        | Artūrs Akmens Anna Kupča       | Reinis Krauklis Diāna Stognija   | Edžus Meirāns Annija Rulle-Titava  |